# Burg Ohrsberg
Burg Ohrsberg ist der Burgstall einer wenig erforschten alten Höhenburg in Eberbach im Rhein-Neckar-Kreis in Baden-Württemberg.

## Lage
Die Burganlage befand sich auf dem Gipfel des heute komplett von der Bebauung Eberbachs umschlossenen Ohrsbergs. Dieser ist ein isoliert stehender Umlaufberg in einer ehemaligen Flussschlinge, der beim Durchbruch des Neckars vom südlich anschließenden Kleinen Odenwald abgetrennt wurde. Das Gipfelplateau liegt auf einer Höhe von knapp 240 Metern über NN und damit rund 100 Höhenmeter über der Ortsmitte von Eberbach. Am Westhang fließt heute die Itter vorbei.

## Beschreibung
Die Anlage nimmt nahezu das gesamte Plateau des Ohrsbergs ein. Das innere Plateau misst ungefähr 15 × 35 Meter und ist von zwei aus dem Buntsandstein herausgearbeiteten Gräben umgeben, zwischen denen sich ein künstlich aufgeschütteter Wall befindet. Die Grabenanlage misst etwa 44 × 79 Meter. Bis auf die Umfassung aus Wall und doppeltem Graben sowie Stützmauern, Steinhaufen und einzelnen bearbeiteten Steinen vor allem am östlichen Bergrücken sind keine sichtbaren Überreste erhalten. Das innere Terrain des Plateaus ist mit dem Sockel eines Pavillons aus dem 19. Jahrhundert und einem Aussichtsturm aus den 1970er Jahren bebaut.

## Forschungsgeschichte

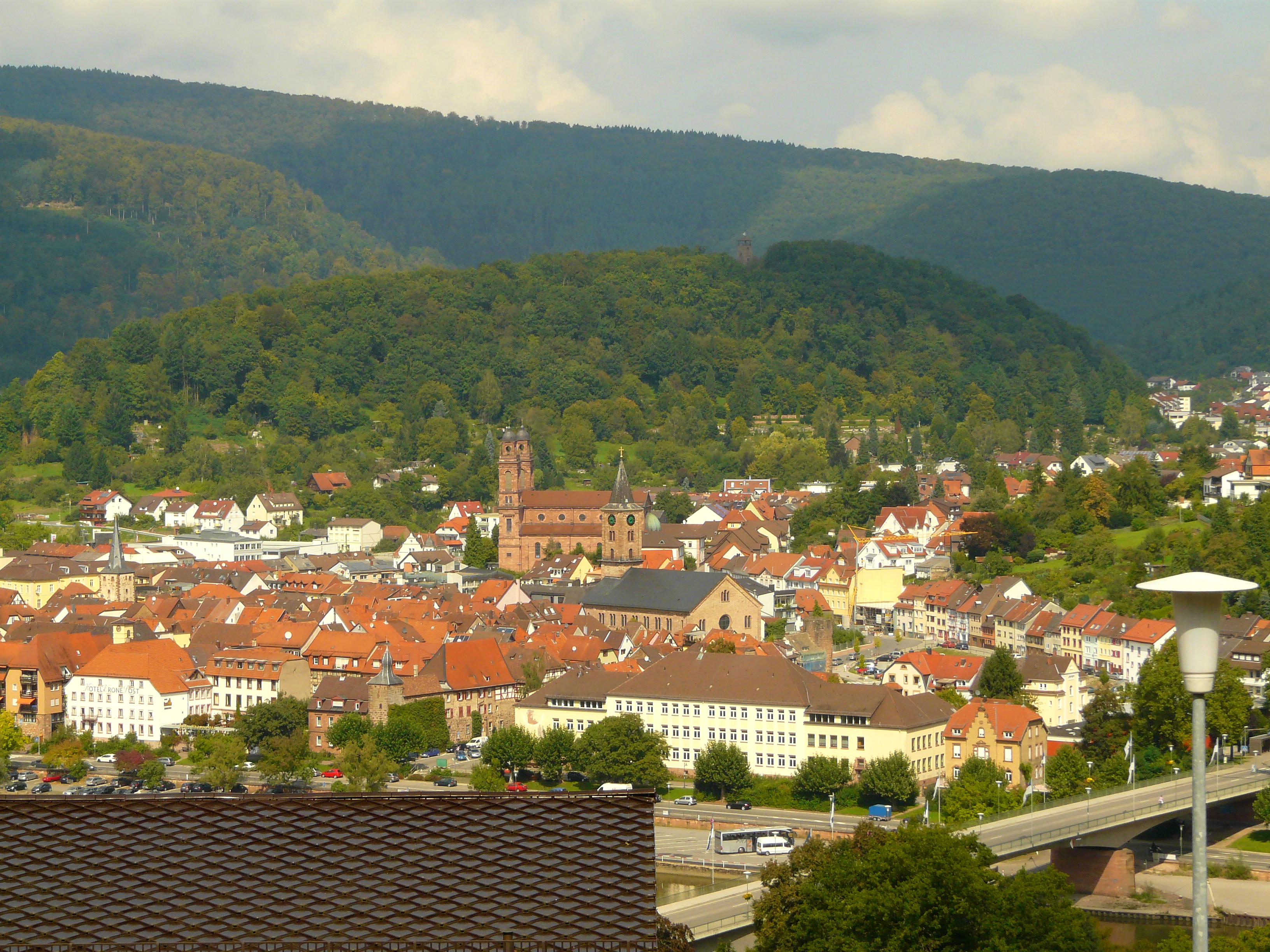
Der Ohrsberg in Eberbach

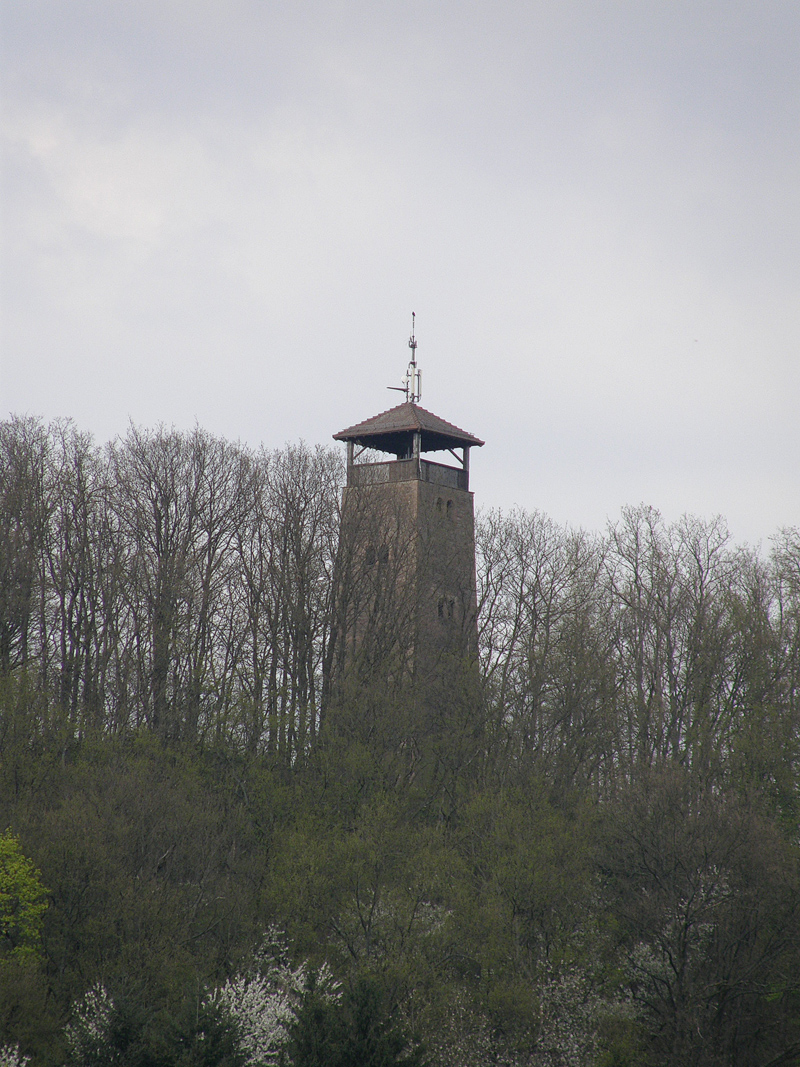
Der Aussichtsturm auf dem Ohrsberg markiert die Burgstelle, er wurde in den 1970er Jahren errichtet

Die Burg wird in keiner der überlieferten Urkunden genannt. Praktisch alle Nennungen von Burg oder Schloss Eberbach beziehen sich auf die ungleich größere und bedeutendere Burg Eberbach. Lediglich für eine Urkunde von 1404, in der von sloße Eberbach, burg und stad die Rede ist, zieht die jüngere Forschung eine eventuelle Nennung der Anlage auf dem Ohrsberg (burg?) neben der Burg Eberbach (sloße?) in Betracht. Daher blieb der Ohrsberg in der örtlichen Geschichtsschreibung auch lange unberücksichtigt.
Die sich auf dem Plateau abzeichnende Anlage wurde erstmals 1883 erwähnt, damals wurde dort ein eingefriedeter Kultplatz der Germanen vermutet. Der örtliche Verschönerungsverein plante die Errichtung eines Pavillons an dieser Stelle und hat dafür einen steinernen Sockel errichtet und Wege geebnet.
Der Eberbacher Bürgermeister John Gustav Weiß hat in den frühen 1930er Jahren Grabungen auf dem Ohrsberg durchgeführt und fand Mauerreste und Keramik. Die Mauern deutete Weiß als Trockenmauern, da er keine Mörtelspuren nachweisen konnte. Die Keramik deutete er als Geschirr der Burgbesatzung. Für Weiß handelte es sich bei der Anlage um die Reste einer mittelalterlichen Burganlage, die der Burg Eberbach nach deren Erweiterung um die Mittelburg als Vorwerk diente. Oskar Kilian schloss sich bei weiteren Forschungen 1956 der Interpretation von Weiß an, wollte jedoch auch eine prähistorische Siedlung nicht ausschließen, da der terrassierte Osthang des Ohrsbergs an vormittelalterliche Ringwall-Anlagen erinnere.
1963 wurde im Auftrag des Landesdenkmalamtes eine genaue Vermessung der Grabenanlagen durchgeführt. Eine gleichzeitige Grabung durch Klaus Kilian, Sohn von Oskar Kilian, brachte Mauer- und Fachwerkreste sowie eine Brandschicht zu Tage. Kilian identifizierte die aufgefundene Keramik, die Weiß noch für Geschirr gehalten hatte, als becherförmige Ofenkacheln, die er ins 13. Jahrhundert oder später datierte. Kilian folgerte aus seinen Untersuchungen, die Burg auf dem Ohrsberg sei kurz vor 1230 (und damit zeitgleich mit der Hinterburg der Burg Eberbach) errichtet worden, sei aber durch Brand schon vor 1260 wieder zerstört worden. Im weiteren Verlauf des 13. Jahrhunderts habe man die Anlage dennoch weiter genutzt. Nach einer Nutzungsunterbrechung sei die Burg dann um 1500 nochmals provisorisch befestigt, bald darauf jedoch endgültig zerstört worden.
Ein Hobbyarchäologe stellte 1968 die These von zwei Burgen auf dem Ohrsberg auf, hat dabei jedoch wohl nur Mauerreste von der landwirtschaftlichen Erschließung des Berges im 19. Jahrhundert fehlinterpretiert.
In den 1960er Jahren wurde das Bruchstück eines Tür- oder Fenstergewändes am Ohrsberg aufgefunden, das auf die Zeit vor dem 14. Jahrhundert datiert wurde. Das Bruchstück wurde in der Presse besprochen, ist heute aber ebenso wie eine etwa gleichzeitig aufgefundene mittelalterliche Lanzenspitze verschollen.
Nicolai Knauer hat die Burg Ohrsberg 2004 ausführlich besprochen und die zuvor gemachten Vermutungen und Datierungen kritisch überprüft und um eigene Erkenntnisse ergänzt. Seiner Ansicht nach lässt sich die aufgefundene Keramik nur vage in die Zeit zwischen spätstaufischer Epoche und Renaissance einordnen. Das bis auf das verschollene Gewändefragment völlige Fehlen eindeutiger Werksteine lässt eine Datierung der Baulichkeiten überhaupt nicht zu, zumal bislang nur Stützmauern und Fachwerkfragmente, aber noch kein Hauptbau der Anlage aufgefunden wurden. Gleichwohl ist das Fehlen der Werksteine wie überhaupt der aus den Gräben gewonnenen großen Gesteinsmassen auch kein Indiz für einen lediglich hölzernen oder sonst wie wenig standhaften Bau, denn die Werksteine können später sehr wohl auch für Bauten in der Stadt wiederverwendet worden sein. Den fehlenden Mörtel in allen aufgefundenen Mauerresten erklärt Knauer mit der natürlichen Verwitterung des Materials. Der ungewöhnliche doppelte Ringgraben auf einem Bergplateau ist in der weiteren Umgebung nahezu ohne Vergleichsbeispiel. Lediglich die ebenfalls nur wenig erforschte Hohe Schanze im Höllental, die man in das 10. oder 11. Jahrhundert datiert, weist eine ähnliche Charakteristik auf. Eine Bedeutung des Ohrsbergs als Vorwerk der Burg Eberbach lehnt Knauer aufgrund der vergleichsweise großen Entfernung ab, ebenso eine eventuelle Deutung als Schutzbauwerk für den Bau der Stadt oder als deren hochgelegener Beobachtungsposten. Die Datierungen von Klaus Kilian hält Knauer für plausibel, allerdings gibt er zu bedenken, dass die aufgefundene Brandschicht nicht von einer Zerstörung der Anlage herrühren muss, sondern auch nur vom Brand eines Wirtschaftsgebäudes stammen kann. Ferner könne auch nicht zwingend von einer Nutzungsunterbrechung ausgegangen werden, sondern es sei vielmehr auch eine durchgängige Nutzung der Anlage denkbar.
Die westlich der Anlage vorbeifließende Itter wurde 1012 als Ostgrenze der Lorscher Waldmarken festgelegt. Knauer vermutet, dass die Burg mit ihrer archaischen Form, einem Oval, umgeben von Gräben und Wällen, durchaus mit dieser Grenze zusammenhängen könnte. Untersuchungen der letzten Jahre hätten ergeben, dass sich die frühen Burgen im nordwestlichen Baden-Württemberg fast ausschließlich an den Grenzen der Gaue und Waldmarken befanden.
Er schließt mit dem Wunsch nach weiteren Grabungen, vor allem im bisher nicht ergrabenen Südteil der Anlage, wo sich das Sockelfundament aus dem 19. Jahrhundert befindet und wo ein Hauptbau vermutet werden könne, sowie in den Gräben der Anlage, wo Erkenntnisse über die zeitliche Abfolge der Gräben zu erwarten seien.